# 衛靈公
衞靈公（前540年—前493年），姬姓，名元，為東周春秋時期諸侯國衞國君主之一，他為衞襄公兒子，承襲衞襄公擔任該國君主，在位期間為前534年-前493年（在位42年）。

## 生平

### 立儲
衛襄公寵幸了一個小妾，小妾有公孟縶、公子元二子，公孟縶不良於行，公子元是為靈公。
懷有公子元期間，小妾被神靈託夢：「我是康叔，要讓你的兒子享有衛國，把你兒子取名為『元』。」妾覺得很奇怪，問孔成子。孔成子告訴小妾說：「衛康叔是衛國的祖先。」孔成子跟「太史朝」也做了類似的夢，衛襄公曰：「這是天命。」於是取名為「元」。衛襄公沒有嫡子，於是乃立元為嗣，是為衛靈公。

### 繼位
衛襄公九年，衛襄公薨。十二月廿三日，孔成子立衛靈公，安葬了衛襄公 。

### 在位事蹟
衛靈公十三年（前522年）齊豹發動兵變，殺死公孟縶，衛靈公逃到「死鳥」（地名，今濮陽附近）。隨後齊豹的黨羽北宮喜倒戈，殺了齊豹，迎回靈公。
衛靈公三十一年（前504年），鲁定公攻打郑國，占領匡地（今河南省长垣县北），出兵時不向衛國借道，回國时魯國阳虎让鲁军在卫都中穿行，衛靈公大怒，派彌子瑕追擊鲁军。後來，公叔文子將事情平息下來。
因衛靈公長子蒯聵欲谋害灵公正妻南子，事败，蒯聵逃到晉國依附趙簡子。
衛靈公四十二年春（前493年春天），衛靈公令子南（衛靈公幼子）駕車，並抱怨太子蒯聵，靈公對子南說，將要立他為儲君。子南拒絕。夏，衛靈公卒，南子以靈公遺命，立子南。子南說，依照禮法，必須立太子蒯聵之子公孫輒，於是公孫輒即位，是為出公。

## 軼事
彌子瑕，衛靈公的男寵。韓非所作《韓非子·説難篇》有提及。彌子瑕曾私自駕駛衛国君主的馬車，根據當時衛國法規，要受者斬足之刑。一日，彌子瑕的母親得病，弥子瑕假稱君主之命，乘國君馬車出宮。衛靈公沒有處罰他，反而褒揚弥子瑕的孝行。弥子瑕與衛靈公出遊果園，弥子瑕吃一個美味的桃子，吃到一半再給衛靈公吃。衛靈公認為弥子瑕忍住不吃完好吃的桃子是愛他的表現，這就是斷袖分桃中分桃的典故。
衛國大夫史魚不願看見彌子瑕這種人受重用，他要推薦賢臣蘧伯玉。於是病重時命兒子在自己死後不下葬，屍諫衛靈公。當彌子瑕年紀老了，衛靈公愛弛，開始記恨他私自乘馬車、把吃剩下的桃給自己，於是聽從史魚屍諫。衛靈公便重用了蘧伯玉，接着又辞退了弥子瑕并疏远他。這就是余桃之罪的典故。

### 梦灶
有一個侏儒去拜見衛靈公，說：“臣的夢應驗了。”衛靈公說：“夢到甚麼？”侏儒說：“夢見灶，然後就見到您了。”衛靈公怒曰：“我聽說要見人主，就夢見太陽，怎麼見到寡人說是夢見灶呢？”侏儒說，太陽遍照天下，沒有一樣東西可擋住日光；所以君王能遍照一國，可能您就像灶一樣，被一個烤火的人擋住了。靈公理解了侏儒的比喻，所以罷免了雍鉏、彌子瑕，而改用司空狗。 

## 寓言
劉伯溫寫過一篇寓言。
一次，衛靈公鞭打了彌子瑕，彌子瑕三天沒敢來上朝。衛靈公很擔心，問祝鮀（子鱼），彌子瑕會怨恨他嗎。祝鮀說彌子瑕就像圈養的狗一樣，怎麼會怨恨主人呢。

## 家庭
- 正妻：衛靈夫人；寵姬南子，曾與孔子對話。
- 妾生子：卫后庄公蒯聩，繼承衞靈公的爵位。
- 子：公孟𫸩，出继伯父公孟絷。
- 子：卫悼公黔，卫后庄公之弟，繼承卫后庄公的爵位。
- 子：公子起
- 幼子子南：衞靈公欲立子南為儲君，不受。靈公死，南子欲立為國君，亦不受，轉而支持兄蒯聩之子繼位，是為衛出公。子南後代子南勁，被梁文惠王立為衛君。